# Ugyops samoaensis
Ugyops samoaensis är en insektsart som beskrevs av Frederick Arthur Godfrey Muir 1921. Ugyops samoaensis ingår i släktet Ugyops och familjen sporrstritar. Inga underarter finns listade i Catalogue of Life.